# Adventures of Stevie V
The Adventures of Stevie V was een project van de Britse producent Steve Vincent. In de zomer van 1990 had de groep een internationale hit met Dirty Cash (Money Talks). Deze plaat was in Nederland op vrijdag 1 juni 1990 Veronica Alarmschijf op Radio 3 en bereikte de nummer 1-positie in zowel de Nederlandse Top 40 als de Nationale Top 100.
Dirty Cash (Money Talks), een nummer waarin wordt geprotesteerd tegen het materialisme in de wereld, werd gezongen door Melody Washington.
The Adventures of Stevie V behaalden in hetzelfde jaar nog een hit met Body language, dat in Nederland op donderdag 19 oktober 1990 TROS Paradeplaat was op Radio 3 en de 13e positie van de Nederlandse Top 40 bereikte en in de Nationale Top 100 de 14e positie.

## Discografie

### Singles
| Single met eventuele hitnotering(en) in de Nederlandse Top 40 | Datum van verschijnen | Datum van binnenkomst | Hoogste positie | Aantal weken | Opmerkingen                                               |
| ------------------------------------------------------------- | --------------------- | --------------------- | --------------- | ------------ | --------------------------------------------------------- |
| Dirty cash (Money Talks)                                      | 1990                  | 09-06-1990            | 1(3wk)          | 14           | #1 in de Nationale Top 100 / Veronica Alarmschijf Radio 3 |
| Body language                                                 | 1990                  | 10-10-1990            | 13              | 6            | #14 in de Nationale Top 100 / TROS Paradeplaat Radio 3    |